# Tom Chorlton
Thomas „Tom“ Chorlton (* 1882 in Heaton Mersey, Stockport; † 4. März 1948) war ein englischer Fußballspieler, der Anfang des 20. Jahrhunderts für den FC Liverpool gespielt hat.

## Leben und Karriere
Chorlton spielte zunächst für die All Saints FC, FC Northern, Stockport County und Accrington Stanley, bevor er vom Liverpooler Manager Tom Watson im Mai 1904 verpflichtet wurde. Er debütierte in der Football League Second Division am 24. September 1904 und erzielte sein erstes Tor für Liverpool am 29. Oktober 1904. Chorlton verbrachte den größten Teil seiner frühen Tage in Anfield als Ergänzungsspieler, so dass er nur auf zwölf Spiele in seiner ersten Saison und 27 Spiele in den folgenden drei Spielzeiten kam.
Erst in der Spielzeit 1908/09 etablierte sich Chorlton als Stammspieler und spielte in 35 Spielen. In der darauffolgenden Saison spielte Chorlton als einziger Spieler der Reds in allen Spielen. Er begann die Saison 1910/11 als Stammspieler mit sieben Einsätzen in zehn Spielen, verlor aber seinen Stammplatz kurz darauf. Eine Zeit lang war Chorlton der Club-Elfmeterschütze. Chorlton wechselte 1912 zu Manchester United, als einer der wenigen Spieler, die für beide Rivalen gespielt haben. Er ließ seine Karriere bei Stalybridge Celtic ausklingen. Sein Bruder Charlie Chorlton war ebenfalls Profifußballer.